# Dilar vietnamensis
Dilar vietnamensis is een insect uit de familie van de Dilaridae, die tot de orde netvleugeligen (Neuroptera) behoort. 
Dilar vietnamensis is voor het eerst wetenschappelijk beschreven door Zakharenko in 1991.